# ГЕС Дербандікхан
ГЕС Дербандікхан — гідроелектростанція у курдському автономному регіоні Іраку. Знаходячись між ГЕС Дар'ян (Іран, вище по течії) та ГЕС Хамрін, входить до складу каскаду на річці Діяла, лівій притоці Тигру (басейн Перської затоки).
У 1956—1961 роках річку перекрили кам'яно-накидною греблею із глиняним ядром висотою 128 метрів, довжиною 535 метрів та шириною по гребеню 17 метрів, яка потребувала 7,1 млн м3 матеріалу. Вона утримує водосховище з площею поверхні 113 км2 та об'ємом 3 млрд м3 (корисний об'єм 2,5 млрд м3), в якому припустиме коливання рівня у операційному режимі між позначками 434 та 484 метрів НРМ.
За два десятиліття після спорудження греблі її доповнили машинним залом гідроелектростанції. До 1985-го тут встигли змонтувати одну турбіну, проте наступ іранських військ завадив подальшому продовженню робіт. Тільки по завершенні ірано-іракської війни роботи зі спорудження ГЕС відновились, в результаті чого у 1990-му запустили перший агрегат, а в 1994-му додали до нього ще два. Втім, повноцінній експлуатації станції перешкоджала неукомплектованість її трансформаторного майданчику, котрий колись евакуювали на випадок захоплення об'єкту іранцями. У підсумку лише після повалення Саддама Хусейна змогли провести роботи з реабілітації станції, які ускладнювала необхідність пошуку комплектуючих для трансформаторного обладнання, що на той час було вже давно зняте з виробництва.
Наразі пригреблевий машинний зал вміщує три турбіни типу Френсіс потужністю 83 МВт, які використовують напір у 80 метрів.